# Real Time Bidding
Real Time Bidding (RTB) je nástroj pro nákup a prodej reklamy. Jeho princip je srovnatelný s nákupem a prodejem akcií na burze. Majitel reklamního prostoru nabídne do aukce svůj prostor s vyvolávací cenou a inzerenti zašlou své nabídky s tím, že vyhrává inzerent s nejvyšší nabídkou, ale zaplatí cenu blízkou ceně druhé nejvyšší nabídky tzv. second best price auction, nebo first price auction (první nejvyšší). Celý tento mechanismus je označován jako otevřená aukce v reálném čase (open RTB).
RTB je součást programatického ekosystému nákupu a prodeje reklamy, který je vystavěn na programových aplikacích, které se plně automatizovaným způsobem vzájemně dohodnou na základě nastavených parametrů. Na straně nabídky reklamního prostoru jsou aplikace označované zkratkou SSP (Supply Side System), na straně poptávky reklamního prostoru pak jsou aplikace označované DSP (Demand Side Platform). Tyto aplikace spolu komunikují na základě protokolu OpenRTB, který definuje strukturu a obsah komunikace. Někteří inzerenti, zvláště pak velké mediální agentury používají tzv. Trading desky, což jsou aplikace, které dokáží nakupovat reklamu napříč vícero DSP systémů současně. V rámci programatického ekosystému dále mají svou roli aplikace označované zkratkou DMP (Data management platform), jejichž cílem je poskytnout pro SSP či DSP aplikaci detailnější informace o návštěvníkovi, který aktuálně reklamní prostor navštívil. Tyto informace jsou pak zajímavé především pro inzerenta samotného, který tak zjistí, zda daný návštěvník spadá do jeho cílové skupiny či nikoliv.
RTB je logickým vyústěním spojení dostupných dat o reklamním prostoru a lidech, kteří se nad tímto prostorem pohybují a požadavku na dosažení co nejlepšího výkonu reklamních kampaní. Hlavní roli zde hrají počítače, které naplno dělají práci, pro kterou byly stvořeny – počítají, analyzují a s rychlostí blesku prodají reklamu tomu, kdo je právě v daném okamžiku tou nejpříznivější volbou.
RTB vynalezli, navrhli a vyvinuli Jason Knapp a Fabrizio Blanco v Kalifornii, USA roku 2006, v témže roce si jej i nechali patentovat. Roku 2007 poprvé tuto platformu použili. RTB se v ČR objevilo poprvé v září 2012. Od roku 2016 se princip RTB začal používat nejen pro nákup a prodej reklamy na internetu, ale také v ostatních mediatypech (TV, print, rádio, outdoor).

## Princip
S příchodem návštěvníka internetu na vybranou webovou stránku odešle SSP systém do programatického ekosystému informace o dané webové stránce, dostupných reklamních pozicích a také o uživateli samotném. Na tuto nabídku přijde mnoho odpovědí od DSP systémů, které sledují zájmy inzerentů, kteří si u nich nastavili cíle svých kampaní (cílové skupiny, rozpočty, očekávaný výkon apod.). SSP systém si z těchto nabídek vybere nejčastěji tu s nejvyšší nabídkou. Takto vybraná reklama je následně zobrazena a inzernetovi se účtuje cena podle druhé nejvyšší nabídky, nebo first price auction (první nejvyšší) která nebyla vybrána. Pokud DSP systém používá DMP, má DSP více informací k rozhodnutí, jak má na danou nabídku rozeslanou SSP systémem reagovat. Pokud i samotné SSP používá DMP a poslalo detailnější informace již v rámci nabídky, pak se DSP musí rozhodnout podle jakých informací se bude rozhodovat. Primárním obchodním modelem mezi SSP a DSP je nákup za zobrazení (imprese), kdy se cena stanovuje za 1000 jednotek tzv. Cost Per Thousand (CPT) nebo také Cost Per Mile (CPM).

### Demand side platform (DSP)
Plní v RTB aukci roli přihazujících v aukční síni. Demand side platforms jsou na trhu desítky, v Česku se používají např. AdForm, Sociomantic, MediaMath, AppNexus nebo Criteo. Součástí poptávky, kterou SSP posílá, jsou informace o webu, pozici, reklamním formátu a také anonymní id uživatele. DSP ovšem není zadavatel reklamy, inzerent. Je to technologická platforma, která umožňuje inzerentům vytvořit kampaně, zadat v nich kritéria pro nákup reklamy a zároveň provádí aukci. DSP, které dostane nabídku volné imprese, tedy nejprve vybere ze všech inzerentů ty, kteří mají o danou impresi zájem. Jinými slovy ty, jejichž kritériím imprese vyhovuje. Některý inzerent mohl chtít impresi na daném webu, jiný může mít zájem o tohoto konkrétního uživatele. Nabídku s největší cenou za zobrazení potom DSP pošle SSP.
Mezi hlavní charakteristiky DSP systémů patří:
1. Real-Time Aukce – o každou impresi (zobrazení reklamy) se soutěží v aukci v reálnou dobu (milisekundy před tím, než se banner uživatelovi načte).[5]
2. Open RTB protokol - DSP fungují na Open RTB protokolu, který je „open source“ – tedy umožňuje připojení se do čím dál komplexnějšího systému jakémukoliv hráči, který má v této oblasti co nabídnout (data, reklamní prostor, technologii, reklamu..).[5]

### Supply side platform (SSP)
SSP z došlých nabídek vybere ty, které vyhovují kritériím vydavatele (vydavatel může např. říci, že určité inzerenty nebo celé obory na svém webu nechce) a inzerát s nejvyšší nabídkou zobrazí. Celý tento proces přitom probíhá v řádu desetin sekundy – rychlost je podmínkou účinnosti. Stará se o rozesílání nabídek směrem k DSP systémům, ale také sleduje data, která vedou k optimální výtěžnosti spravovaného reklamního prostoru. Největší vydavatelé reklamního obsahu často mají SSP jakou součást globální správy a výtěžnosti reklamního prostoru označovanou termínem yield management. Nejlepších výsledků se dosahuje při propojení AdServeru a SSP, což přináší možnosti jak správně prolínat programatické reklamní kampaně s kampaněmi, které si dané médium prodalo samo přímým obchodováním.

### Data Management Platform (DMP)
Sbírají dostupná data o návštěvnících internetu a pomocí speciálních algoritmů vytváří uživatelské profily, které sdružují uživatele podobných vlastností například: muži, 25+ se zájmem o automobily. Takovéto profily nakupují inzerenti, kteří chtějí oslovit danou cílovou skupinu.
Kdo používá DMP?
Agentury, vydavatelé a obchodníci, ti všichni používají DMP. Agentury využívají tuto technologii ke shromažďování a analýze dat ze svých klientských kampaní.
Jaké jsou hlavní platformy DMP?
K prodejcům, kteří prodávají DMP technologii do světa digitálních médií v současné době patří společnosti Adobe, Krux, Lotame, BlueKai, CoreAudience, Knotice, nPario a X + 1.